# Klaus K
Klaus K  est un hôtel du quartier de Kamppi à Helsinki en Finlande.

## Description
L'hôtel Klaus K est situé à Erottaja, au coin de Bulevardi et d'Erottajankatu.
L'hôtel appartient à Rake Real Estate Oy et fait partie du groupe Nordic Choice Hotels,.
L'ensemble architectural, qui abrite actuellement d'hôtel, se compose de deux parties.
Du côté de la rue Erottajankatu se trouve un bâtiment conçu par Frans Anatolius Sjöström, achevé en 1883. Le bâtiment du côté de Bulevardi a été conçu par Lars Sonck à partir de 1912.
Les deux bâtiments appartiennent à Rake Real Estate Oy.
En plus de l'hôtel, le magasin de quincaillerie et de matériaux de construction de Rake (fi) a également fonctionné pendant longtemps dans le bâtiment.
L'hôtel a ouvert en 1938.
Le Klaus K dispose au total de 171 chambres, d'un restaurant et d'une salle de conférences.
Le toit-terrasse, au 7ème étage, ouvert en été, offre une vue sur les toits d'Helsinki.

## Étymologie
À l'origine, l'hôtel s'appelait Klaus Kurki.
Il doit son nom à l'ancienne ballade Elinan surma (fi) d'Elias Lönnrot, dont le personnage principal est Klaus Kurki (fi).
Lorsque le propriétaire de l'hôtel a changé en 2005, le nom de l'hôtel a été raccourci pour devenir Klaus K.